# Ever 17: The Out of Infinity
Ever 17: The Out of Infinity (エバーセブンティーン ジ・アウト・オブ・インフィニティ, Ebāsebuntīn ji auto Obu infiniti), souvent abrégé Ever 17 ou E17, est un jeu vidéo de type visual novel développé et édité par KID, sorti initialement en 2002 sur Dreamcast et PlayStation 2 puis sur Windows, Xbox 360, PlayStation Portable, iOS et Android. Il est la deuxième entrée de la série Infinity ; il est précédé par Never 7: The End of Infinity — précédemment titré Infinity (PS1) et Infinity Cure (Neo-Geo Pocket). —et suivi par Remember 11: The Age of Infinity, 12Riven: The Psi-Climinal of Integral de la série dérivée Integral, et Code_18, jeu redémarrant la série. Le portage Windows a été traduit en anglais par l'entreprise Hirameki, commercialisé en 2005 en Amérique du Nord anglophone.

## Trame

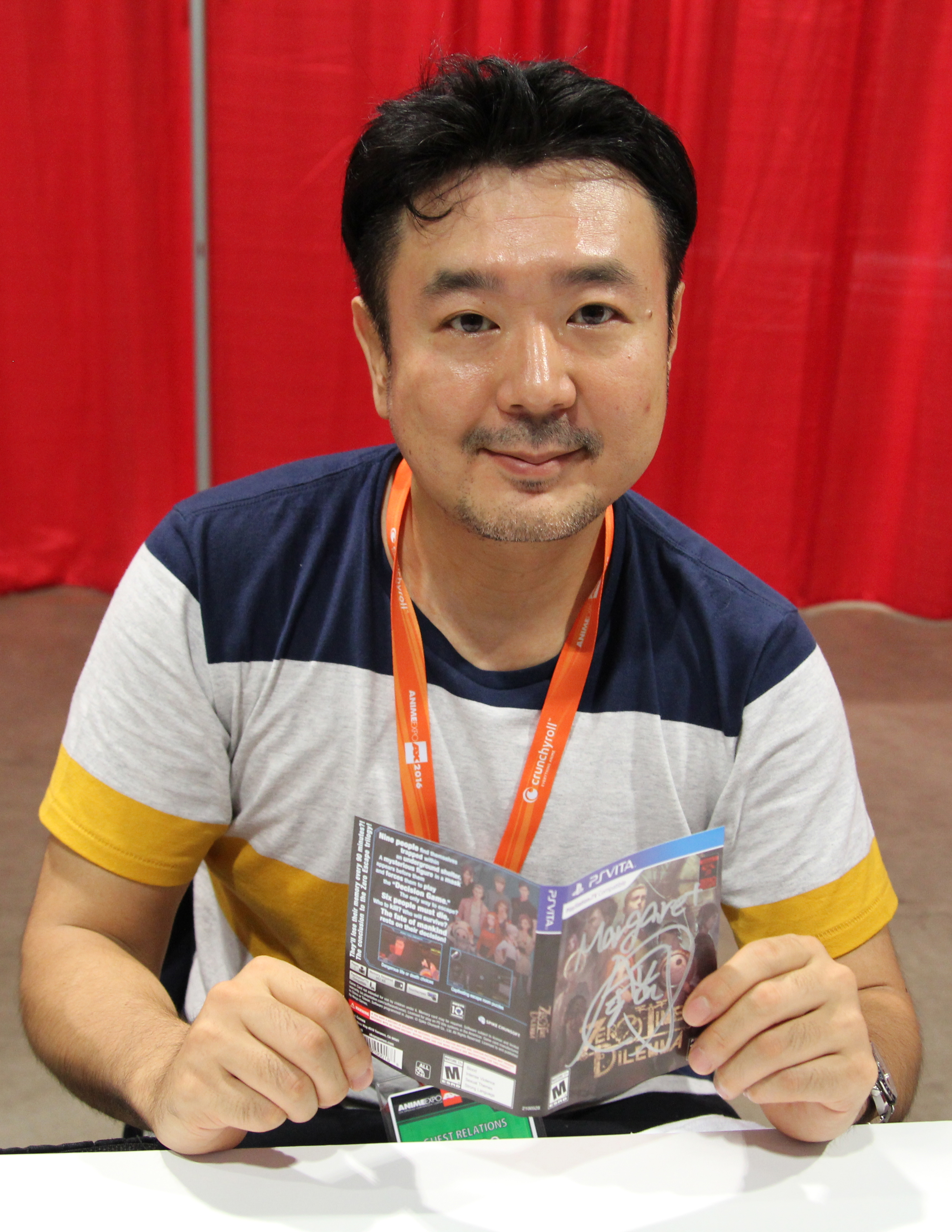
Le jeu est écrit par Kotaro Uchikoshi.

Sept individus se retrouvent piégés 153 pieds sous mer dans le parc d'attraction sous-marin LeMU. Au cours d'une journée apparemment normale au parc, un accident majeur se produit, plaçant près de la moitié de l'installation sous l'eau. Le chemin vers la surface et les lignes de communication sont coupés. De plus, LeMU est constamment attaqué par une forte pression d'eau, limitant le temps nécessaire pour trouver un moyen de s'échapper à 119 heures. La fuite n'est cependant pas la seule préoccupation  ; de nombreuses questions se posent quant à la légitimité de l'accident et quant à savoir si les personnes piégées ont été amenées là dans un but précis.

## Personnages
- Takeshi Kuranari (倉成 武 (Kuranari Takeshi?)), un étudiant qui a été séparé de ses amis pendant sa visite au parc.
- Le « garçon » (少年 (Shōnen?)), un garçon perdu cherchant une fille qu'il connait.
- You Tanaka (田中 優 (Tanaka Yū?)), une employée à temps partiel du parc.
- Tsugumi Komachi (小町 つぐみ (Komachi Tsugumi?)), une femme louche qui se méfie des autres.
- Sora Akanegasaki (茜ヶ崎 空 (Akanegasaki Sora?)), une employée du parc.
- Sara Matsunaga (松永 沙羅 (Matsunaga Sara?)), une étudiante de deuxième année.
- Coco Yagami (八神 ココ (Yagami Koko?)), une jeune fille accompagnée son chien Pipi.

## Système de jeu
Ever 17: The Out of Infinity est un visual novel, on suit une histoire, tout en admirant les images et les animations des personnages. Un fond musical accompagne le tout. Les voix des personnages sont également présentes.
Les interactions du joueur se limitent donc à faire des choix, cliquer pour lire le texte suivant, ou faire défiler les images et les sons. L'option de défilement automatique réduit presque les interactions du joueur à zéro ; seul la sélection de choix demande une interaction du joueur quand ce mode est actif.
Le jeu possède plusieurs histoires (appelées routes). À certains moments, le joueur se voit donc proposer un choix qui influencera l'histoire, la faisant évoluer dans une direction ou une autre.
Le jeu peut se jouer de 2 points de vue, soit celui de Takeshi Kuranari, soit celui du « garçon ».

## Doublage
| Personnage                                     | Comédien(ne) de doublage                                            |
| ---------------------------------------------- | ------------------------------------------------------------------- |
| Takeshi Kuranari (倉成 武 (Kuranari Takeshi)   | Voix japonaise : Sōichirō Hoshi (保志 総一朗, Hoshi Sōichirō)       |
| Le « garçon » (少年 (Shōnen)                   | Voix japonaise : Sōichirō Hoshi (保志 総一朗, Hoshi Sōichirō)       |
| You Tanaka (田中 優 (Tanaka Yū)                | Voix japonaise : Noriko Shitaya (en)(下屋 則子, Noriko Shitaya)     |
| Tsugumi Komachi (小町 つぐみ (Komachi Tsugumi) | Voix japonaise : Yū Asakawa (浅川 悠, Asakawa Yū)                   |
| Sora Akanegasaki (茜ヶ崎 空 (Akanegasaki Sora) | Voix japonaise : Hiroko Kasahara (笠原 弘子, Kasahara Hiroko)       |
| Sara Matsunaga (松永 沙羅 (Matsunaga Sara)     | Voix japonaise : Kana Ueda (植田 佳奈, Ueda Kana)                   |
| Coco Yagami (八神 ココ (Yagami Koko)           | Voix japonaise : Mochizuki Hisayo (ja)(望月 久代, Mochizuki Hisayo) |

## Nouvelle version
Une nouvelle version du jeu intitulée simplement Ever 17 développée pour Xbox 360 par 5pb. en collaboration avec Cyberfront était à l'origine prévue pour le 28 juillet 2011, elle fut finalement décalée pour le 1er décembre 2011.
Cette nouvelle version a été rendue disponible à la fois en édition standard et en édition limitée, cette dernière comprenant une bande originale de 2 disques.
Cette nouvelle version a été refaite à partir de zéro et inclut de nouveaux graphiques d'événements, des voix réenregistrées, de nouvelles routes, et une nouvelle fin. Il utilise des modèles 3D pour les scènes de conversation ; ce passage de la 2D à la 3D a été fait, car les modèles de personnages 3D étaient considérés comme plus faciles à animer que les sprites 2D, car ils peuvent être posés sans qu'il soit nécessaire de dessiner de nouvelles poses manuellement. Le cadre a été redessiné, avec des installations nouvellement ajoutées, et Tsugumi a reçu de nouveaux vêtements redessinés.
Le chef de direction de 5pb., Chiyomaru Shikura, a estimé que les visual novels sont au-dessus du manga, mais en dessous de l'anime en tant que genre médiatique et a déclaré qu'avec le passage à la 3D, le genre rattraperait progressivement l'anime. Il dit également que si le marché de la Xbox 360 n'était pas fort au Japon, il estimait que les utilisateurs japonais de la Xbox 360 étaient des gens qui aimaient beaucoup les jeux vidéo et qui avaient la capacité d'augmenter leur communauté ; il croyait que le bouche-à-oreille était un aspect important du marché japonais de la Xbox 360. La chanson thème de cette nouvelle version a été interprétée par Kokomi du groupe Asriel.

## Accueil
- Famitsu : 26/40 (PS2/DC)[8],[9] - 30/40 (X360)[2]

## Voir également